# Cyrtarachne yunoharuensis
Cyrtarachne yunoharuensis là một loài nhện trong họ Araneidae.
Loài này thuộc chi Cyrtarachne. Cyrtarachne yunoharuensis được Embrik Strand miêu tả năm 1918.